# 朱鳳英
朱 鳳英（しゅ ほうえい、1110年 - ?）は、北宋の欽宗の皇后仁懐皇后朱氏の妹で、欽宗の側妃朱慎徳妃の従妹。欽宗の弟である鄆王趙楷の妃となった。哲宗の生母の欽成皇后（神宗の徳妃朱氏）の姪にあたる。

## 経歴
靖康の変の際、金軍に捕らえられ、千戸国禄らの手にかかり凌辱された。金が北帰を開始する天会5年（1127年）3月28日に、完顔設野馬（粘没喝の長男）の管理下に移されている。その直後の3月29日、馬から落ちて流産した。
同年4月2日、北帰の途上の車でふたたび千戸国禄らに犯された。道中の宴会において詩を詠むことを強要され、従姉の朱慎徳妃とともに屈辱的な境遇を嘆く詩を詠んだ。
金軍が燕京に戻ると、朱鳳英は一時的に金の太宗呉乞買の妾とされた後、妓院である洗衣院へ送られた。天会13年（1135年）、朱鳳英は洗衣院から解放されたが、その後の事跡は不明である。

## 伝記資料
- 『靖康稗史箋證』
- 『宋史記事本末』